# Selenga
Selenga (mongoliska: Сэлэнгэ, Selenge; ryska: Селенга) är en omkring 1 500 kilometer lång flod från Changajbergen i centrala Mongoliet som rinner ut i Bajkalsjön i Burjatien i södra Sibirien i Ryssland. Flodens avrinningsområde är omkring 500 000 kvadratkilometer och dess medelvattenföring är cirka 950 kubikmeter per sekund. Den ger via Bajkalsjön vatten åt Angara. Den heter Ider från källorna till dess att den går samman med Tjuluut en bit norr om Changaj. 
Det viktigaste tillflödet är Orchon, andra större är Egi och Hanuj i Mongoliet och Tjikoj, Chilok och Uda i Ryssland. Den passerar som Ider orterna Tosontsengel, Orgil och Ider, sedan orterna Selenga, Hutag och Ingettolgoj i Mongoliet och Selenduma, Ulan-Ude, Tataurovo, Selenginsk och Kudara (i deltat vid Bajkal) i Ryssland. Det finns en mongolisk provins Selenga efter floden.

## Bilder

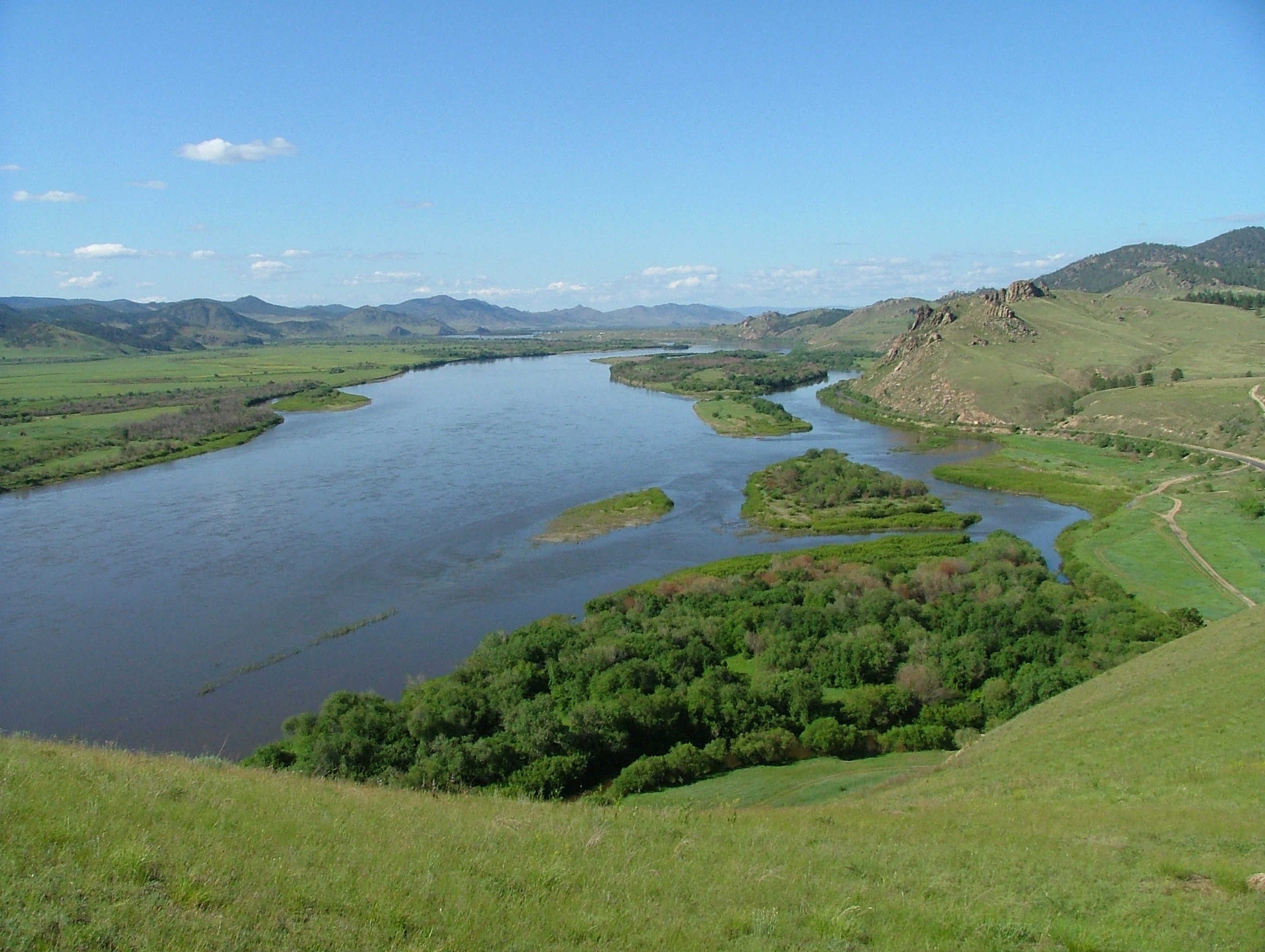
Utsikt över Selenga från Schamanklippan strax söder om Ulan-Ude.
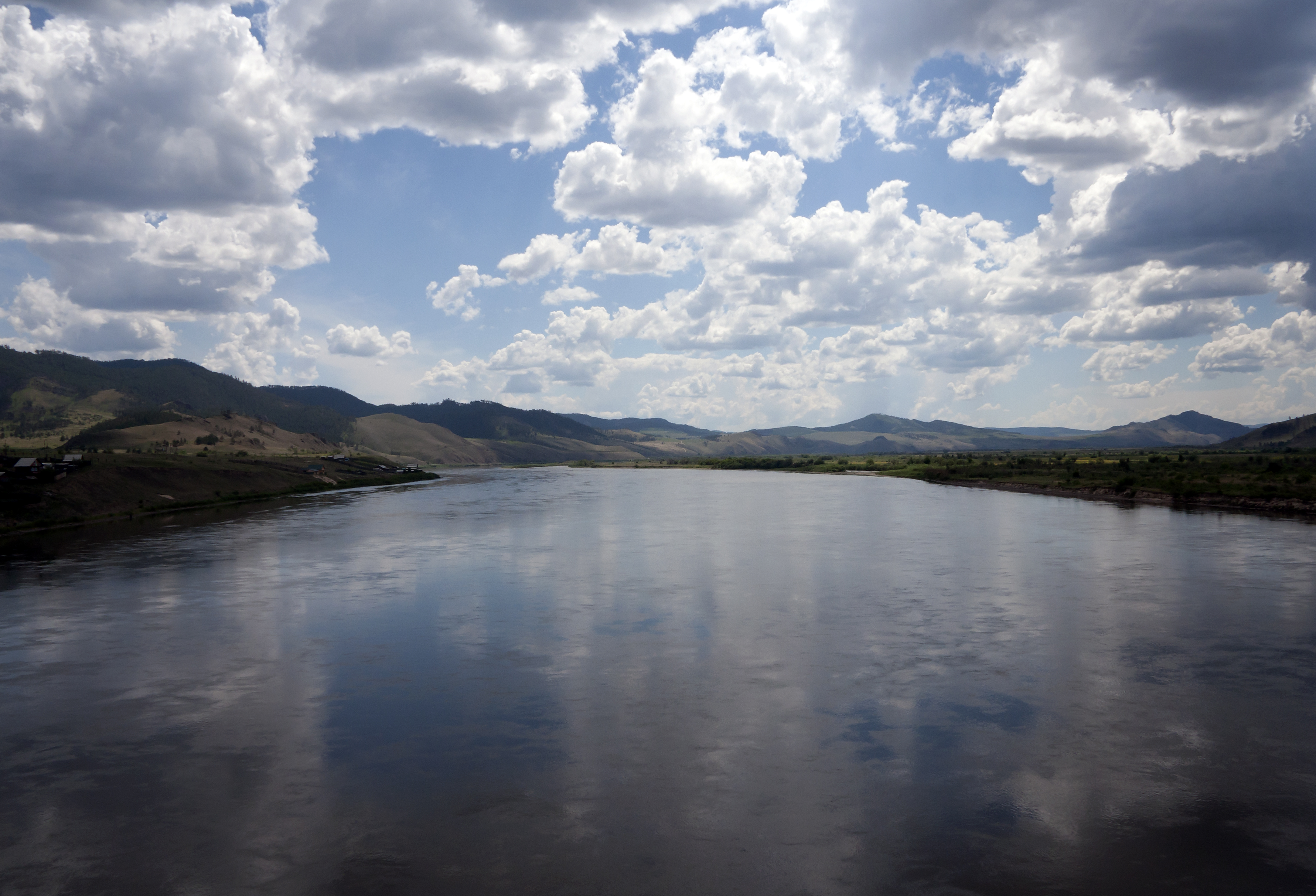
Selenga sedd från fönstret av ett tåg på väg från Ulan-Ude mot Mongoliet.